# هيلاير بيلو
جوزيف هيلاير بييري رينيه بيلوك (بالفرنسية: Joseph Hilaire Pierre René Belloc) وهو كاتب ومؤرخ إنجليزي فرنسي ولد في يوم 27 يوليو 1870 في بلدة لا سيليه سانتا كلود في فرنسا، بيلوك يعتبر واحد من أشهر الكتاب في إنجلترا خلال بداية القرن 20، وقد عرف بأنه كاتب وخطيب وشاعر وبحار وهاجي وجندي وناشط سياسي، كان معروف بإيمانه الكاثوليكي، كان غلبرت كايث تشيسترتون له تأثير قوي على كتاباته حيث أنه مؤمن بالنظرية التوزيعية له في الاقتصاد، أصبح رئيس اتحاد أوكسفورد وثم عضو بالبرلمان من 1906 إلى 1910، وعرف عنه بأنه كثير الجدال والعداوات، لكنه اعتبر أيضاً شخص إنساني وعاطفي، بيلو حاز على الجنسية البريطانية في سنة 1902 لكنه لم يسقط جنسيته الفرنسية أي أصبح مزدوج الجنسية.
تراثه هو شعره وهي أشعاره الهزلية للأطفال والشعر الديني، ومنها قصيدته المضحكة Cautionary Tales for Children وألتي تتضمن جيم الذي ركض إلى الممرضة وثم أكله الأسد وماتيلدا التي تستمر في الكذب وثم تحرق حتى الموت، توفي بيلو في يوم 16 يوليو 1953.

## كتاباته
ألف هذا الكاتب غزير الإنتاج أكثر من 150 كتابًا، إذ كتب بيلو في مواضيع لا تُعد ولا تُحصى، من الحروب إلى الشعر والعديد من المواضيع التي عاصرها. أُطلق عليه أحد الأدباء الكبار الأربعة للعصر الإدواردي، مع هربرت جورج ويلز، وجورج برنارد شو، وغلبرت كايث تشيسترتون، والذين ناظر بعضهم البعض خلال ثلاثينيات القرن العشرين. كان بيلو على صلة قريبة بتشيسترتون، ووضع شو المصطلح تشيستربيلو للدلالة على شراكتهم. كان بيلو محررًا مشاركًا مع سيسيل تشيسترتون للمجلة الأدبية الدورية ذي آي ويتنس، التي ظلت تُنشر حتى عام 1912 بواسطة شركة ستيفن سويفت المحدودة لتشارلز غرانفيل. أُطلق على الصحيفة بعد ذلك ذا نيو ويتنس، ثم جي. كيه. ويكلي لاحقًا.
قال بيلو ردًا على سؤاله عن سبب كتاباته الكثيرة جدًا: «لأن أطفالي يصرخون طلبًا للآلئ والكافيار». لاحظ بيلو أن «أول مهمة في الأدبيات هي وضع شريعة للعمل الأدبي»، وهذا لأنها ستحدد الأعمال الأدبية التي يراها الكاتب مثاليةً بالنسبة لأفضل الأعمال النثرية والشعرية. وبالنسبة لأسلوبه الخاص، ادعى بيلو أنه يطمح أن يكون واضحًا وموجزًا مثل العمل الأدبي «ماري لديها حملًا صغيرًا».

### المقالات وأدب الرحلات
ضمنت أفضل أعمال بيلو في أدب الرحلات متابعةً دائمةً له. ظل عمله الطريق إلى روما (1902) يُطبع باستمرار، والذي كان سردًا لرحلة سير طويلة قام بها من وسط فرنسا عبر جبال الألب وصولًا إلى روما. لم يكن هذا العمل مجرد سرد لأحداث السفر، إذ يحتوي الطريق إلى روما على أوصاف للناس والأماكن التي قابلها بيلو، وتحولت رسوماته لطريقه بالقلم الرصاص والحبر، بالإضافة إلى الفكاهة، والضحك، وانعاكاسات عقله الكبير، إلى أحداثه المعاصرة بينما يسير على طول طريقه المنعزل. يُظهر كتابه البرانس، الذي نُشر في عام 1909، مدى عمق معرفته التفصيلية لهذه المنطقة بصورة يمكن اكتسابها فقط من خلال الخبرة الشخصية. وفي كل مرة، يُظهر بيلو نفسه أنه يحب أوروبا بشدة بالإضافة إلى الدين الذي يدعي أنه صنعه.
وبصفته كاتب مقالات، كان بيلو واحدًا من مجموعة صغيرة، ومثيرة للإعجاب، ومهيمنة من الكُتاب الشعبيين، مع تشيسترتون، وإي. في. لوكاس، وروبرت ليند.

## الدين
تعتبر مقولة بيلو: «الدين هو أوروبا، وأوروبا هي الدين»، إحدى أشهر مقولاته؛ تلخص هذه الجملة آراءه الكاثوليكية التقليدية، واستنتاجاته الثقافية التي توصل إليها من خلال هذه الآراء. عبر بيلو عن هذه الآراء داخل العديد من أعماله من القترة بين عامي 1920 حتى 1940. وما زالت هذه الأعمال يُستشهد بها باعتبارها دفاعيات كاثوليكيةً. وانتُقدت هذه الأعمال أيضًا من خلال مقارنتها مع أعمال كريستوفر داوسون مثلًا خلال الفترة نفسها.
فقد بيلو إيمانه عندما كان شابًا. وأشار بيلو إلى عودته مرة أخرى للإيمان في فقرة بكتابه رحلة نونا. وطبقًا لكاتب سيرة حياته، إيه. إن. ويلسون، في كتابه هيلاير بيلو لدار النشر البريطانية هاميش هاملتون، لم يكن بيلو مرتدًا عن الدين بشكل كامل، وذلك في الصفحة رقم 105 من نفس الكتاب. وُصف هذا الحدث المهم بشكل كامل بواسطة بيلو في كتابه الطريق إلى روما، في الصفحات بين 158 إلى 161. ووقع هذا الحدث في قرية فرنسية تسمى أُندرفيلييه في أوقات صلاة الغروب. قال بيلو عن هذا الحدث: «لم يكن دون دموع»، و«فكرت في طبيعة الإيمان»، و«من الجيد ألا تكون مضطرًا للعودة إلى الإيمان». (أنظر كتاب هيلاير بيلو للكاتب ويلسون في الصفحتين 105 و106).
كانت كاثوليكية بيلو متعنتةً. آمن بيلو أن الكنيسة الكاثوليكية وفرت الدفء والوطن للروح البشرية. وبمزيد من الفكاهة، يمكن تصور مدى مدحه للثقافة الكاثوليكية من قوله المأثور: «أينما تشرق الشمس الكاثوليكية، يوجد دائمًا الضحك والنبيذ الأحمر الجيد». يوجد لدى بيلو آراء تحقر من كنيسة إنجلترا، واستخدم كلمات حادة لوصف المهرطقين، مثل بعض أبيات شعره: «جميع المهرطقين، مهما كنتوا/في مدينة تارب، أو في مدينة نيم، أو فيما وراء البحار/لن تنالوا أي كلمات طيبة مني/الحب لا يزعجني». في الواقع، أصبح بيلو حادًا جدًا في «أغنية الهرطقة البيلاجيانية»، عندما كان يصف كيف كان أسقف مدينة أوكسار «مع عصاه الأسقفية/ يضرب ويصفع بشدة/جميع المهرطقين، القصيرين والطوال/الذين كانوا أحرى بهم أن يُشنقوا».
أرسل بيلو ابنه لويس إلى مدرسة داونسايد بين عامي 1911 حتى 1915. سُجلت سيرة حياة الابن لويس ووفاته في أغسطس عام 1918 في «داونسايد والحرب».

## وصلات خارجية
- هيلاير بيلو على موقع الموسوعة البريطانية (الإنجليزية)
- هيلاير بيلو على موقع مونزينجر (الألمانية)
- هيلاير بيلو على موقع ميوزك برينز (الإنجليزية)
- هيلاير بيلو على موقع إن إن دي بي (الإنجليزية)
- هيلاير بيلو على موقع ديسكوغز (الإنجليزية)

هيلاير بيلو  على قاعدة بيانات الخيال التأملي على الإنترنت